# بیک‌کندی
بیک‌کندی یکی از روستاهای استان آذربایجان شرقی است که در دهستان آلمالو بخش مرکزی شهرستان هشترود واقع شده‌است.این روستا ۴۵۰ نفر جمعیت دارد